# Bas di Bitinia
Bas (greco Bας; 397 a.C. – 326 a.C.) fu il primo signore indipendente della Bitinia e governò per cinquant'anni, tra il 376 e il 326 a.C., spegnendosi all'età di 71 anni.
Succedette al padre Boteiras e a lui seguì il figlio Zipoites. Sconfisse durante la sua vita Calas, un generale di Alessandro Magno, mantenendo così l'indipendenza della Bitinia.